# ایلیا ایواشکا
ایلیا ایواشکا (بلاروسی: Ілья Уладзіміравіч Івашка؛ زادهٔ ۲۴ فوریهٔ ۱۹۹۴) تنیس‌باز اهل بلاروس است.